# Kaulifloria

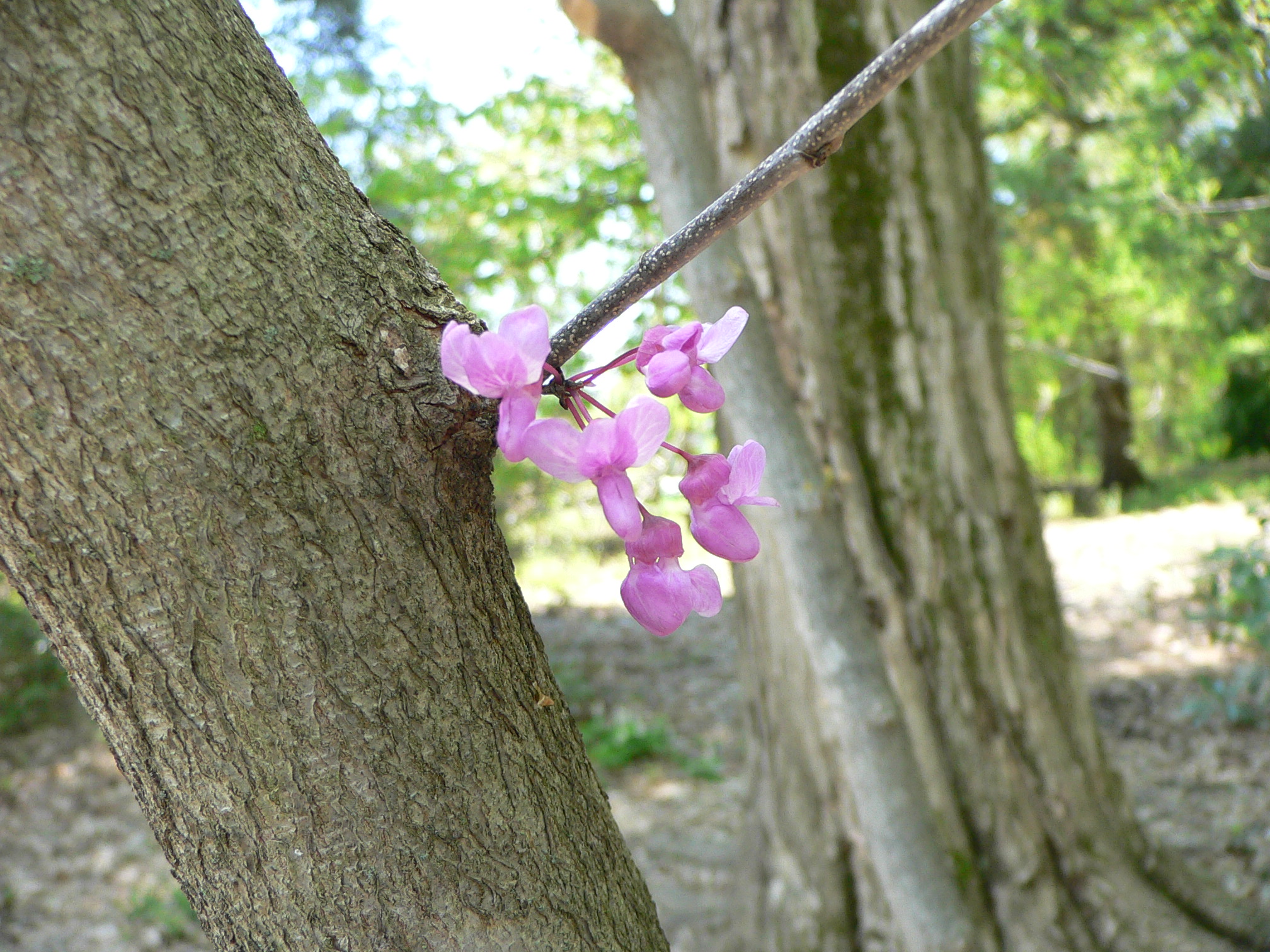
Judaszowiec kanadyjski

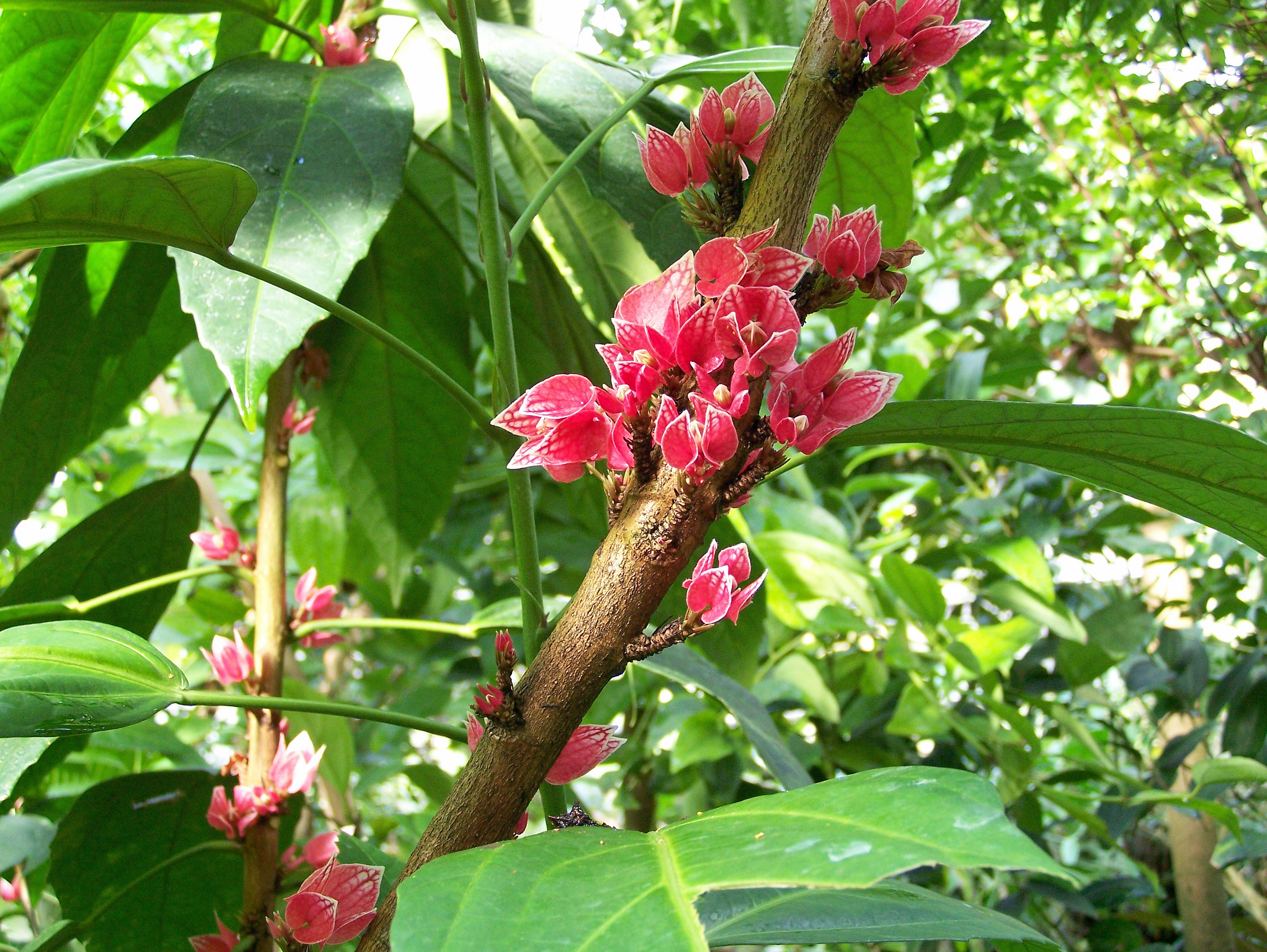
Goethea cauliflora

Kaulifloria (gr. kaulos – łodyga, flos, floris – kwiat) – wyrastanie kwiatów z pąków śpiących (spoczynkowych) z pni i gałęzi. Termin bywa też wąsko ujmowany jako wyrastanie kwiatów tylko z pni, podczas gdy wyrastanie ich z gałęzi określane jest odrębnie jako ramifloria. Zjawisko jest nierzadkie zwłaszcza w strefie tropikalnej, gdzie jest wynikiem adaptacji do zapylania kwiatów przez zwierzęta, które mają utrudniony dostęp do nich jeśli rozwijają się ukryte w gęstwinie liści w koronie drzewa. Dotyczy to zwłaszcza kwiatów zapylanych przez ptaki (ornitogamia), nietoperze (chiropterogamia), ale też odwiedzanych przez drobne zwierzęta wędrujące po pniach i konarach (np. gryzonie). Mające miejsce w następstwie rozwijanie się owoców na pniach zwane jest kaulikarpią i także skutkuje ułatwieniem dostępu do nich niektórych zwierząt (np. małp).
Kaulikarpia jest rzadko spotykana wśród drzew rosnących w umiarkowanym klimacie – występuje np. u wawrzynka wilczełyko, judaszowca.
Do przykładów licznych rodzajów i gatunków tropikalnych, u których kaulifloria ma miejsce należą: kakaowiec, chlebowiec, dzbaniwo kalebasowe.

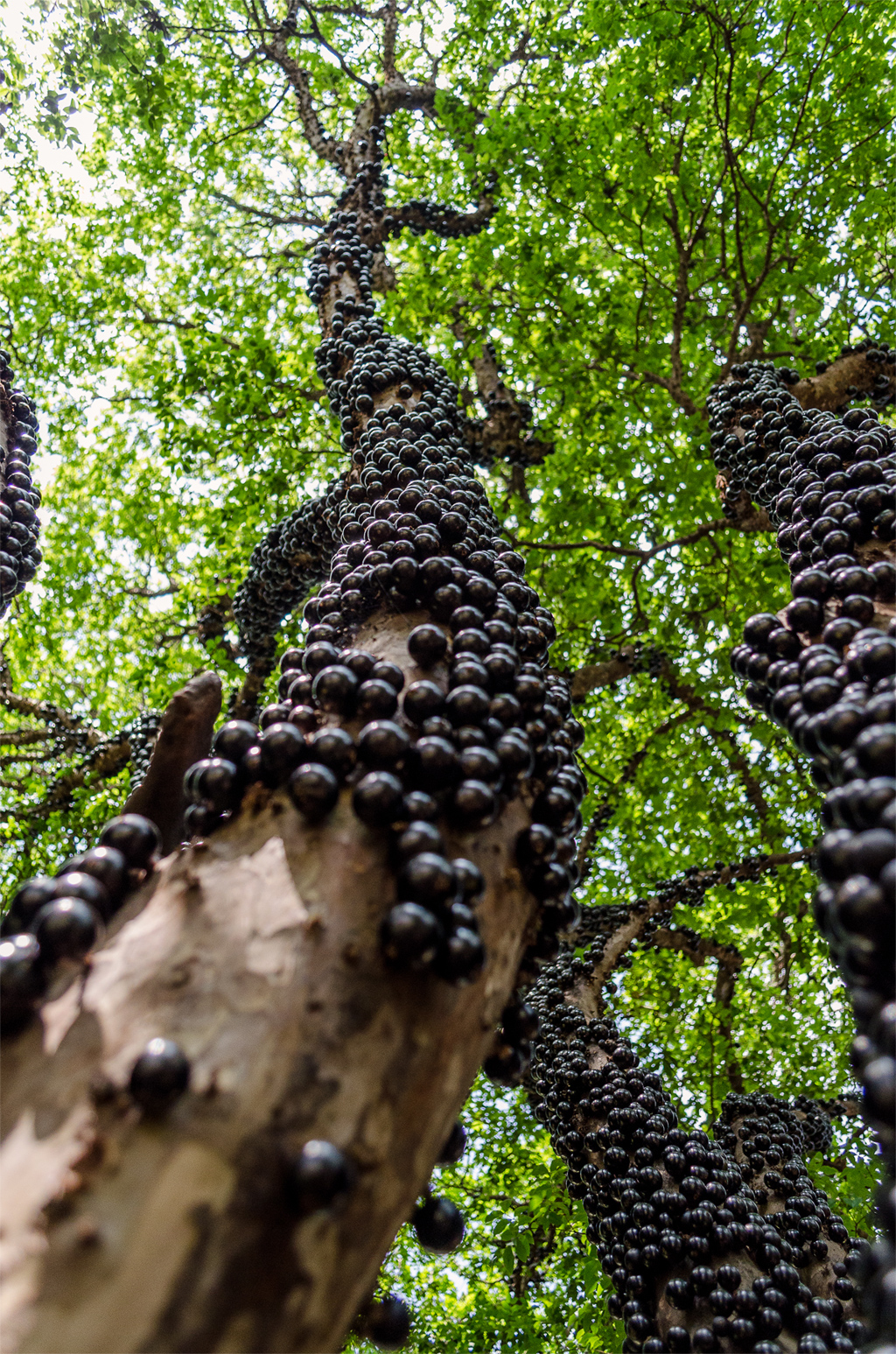
Żabotikaba
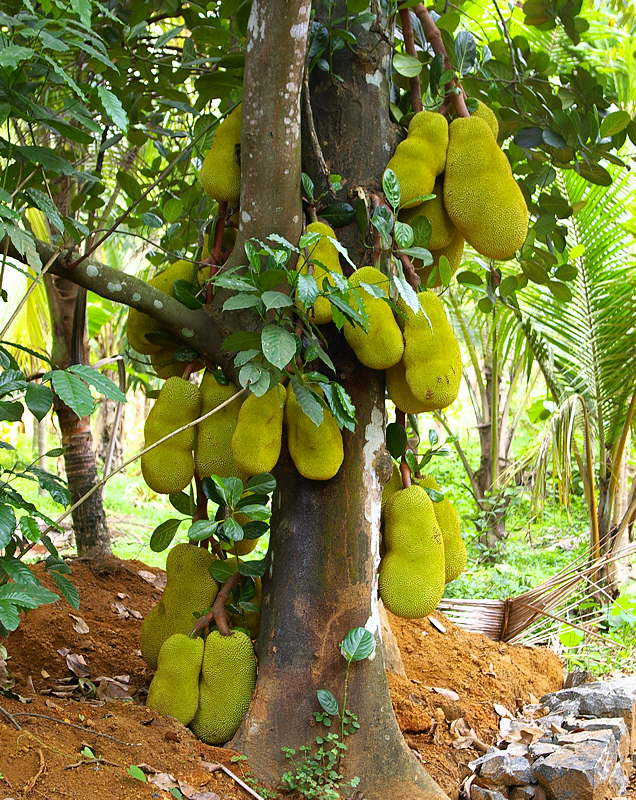
Chlebowiec różnolistny
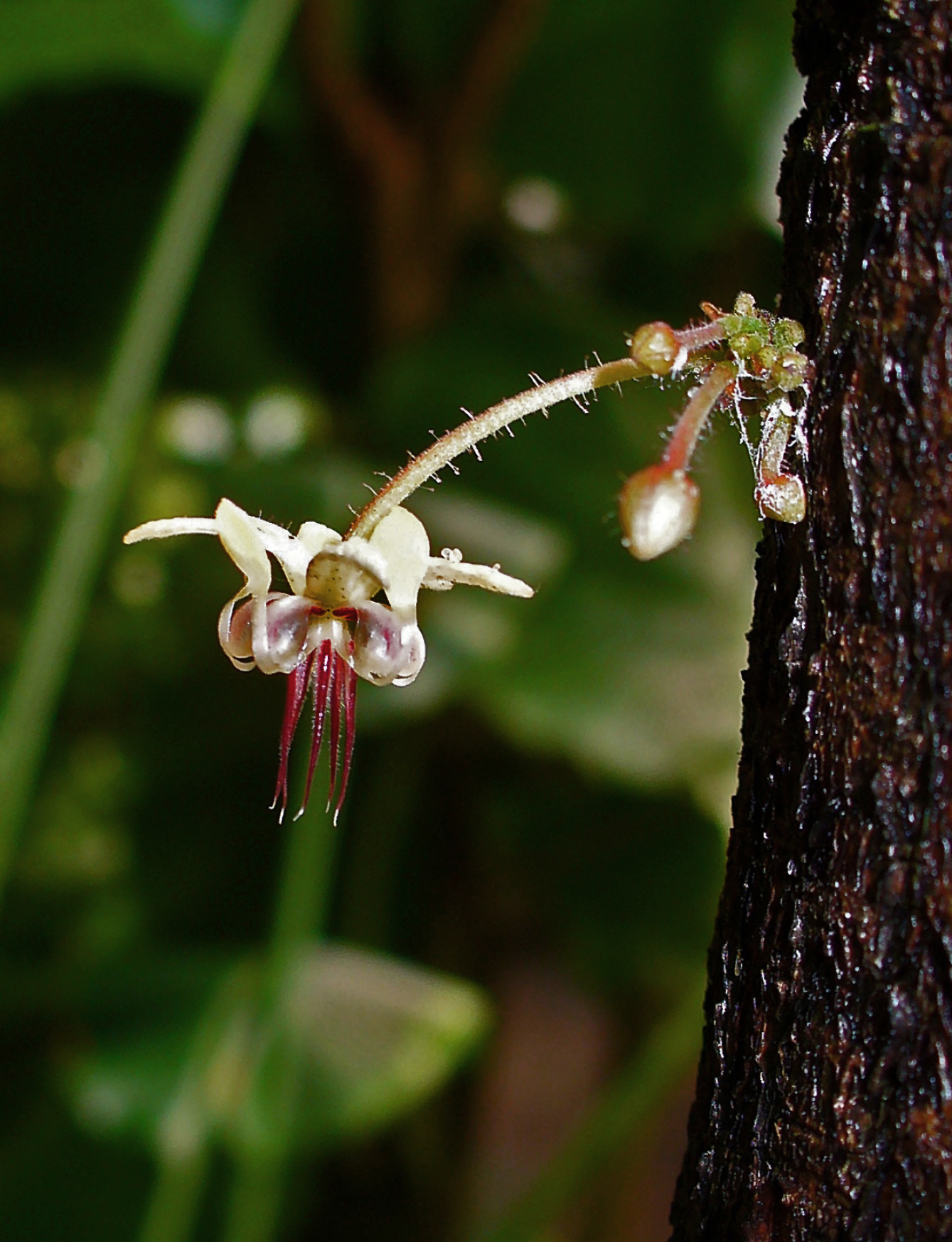
Kakaowiec właściwy